# Itty Bitty Titty Committee
 (avril 2025).
Si vous disposez d'ouvrages ou d'articles de référence ou si vous connaissez des sites web de qualité traitant du thème abordé ici, merci de compléter l'article en donnant les références utiles à sa vérifiabilité et en les liant à la section « Notes et références ».
Pour plus de détails, voir Fiche technique et Distribution.
Itty Bitty Titty Committee est un film romantique américain, réalisé par Jamie Babbit, sorti en 2007.

## Synopsis
Diplômée de l'école secondaire, Anna (Melonie Diaz), archétype de la jeune femme américaine, travaille comme secrétaire dans un cabinet de chirurgie esthétique. Un soir alors qu'elle sort du travail, elle s'entiche de Sadie (Nicole Vicius), une tagueuse dont le train de vie la fascine irrésistiblement. Elle apprend à être elle-même et trouve sa place auprès d'un groupe de féministes radicales, le Itty Bitty Titty Committee, qui souhaite libérer les femmes et changer le monde.

## Fiche technique
Sauf indication contraire, les informations mentionnées dans cette section peuvent être confirmées par la base de données cinématographiques IMDb,  présente dans la section « Liens externes ».
- Titre : Itty Bitty Titty Committee
- Réalisation : Jamie Babbit
- Scénario : Jamie Babbit, Tina Mabry, Abigail Shafran, Andrea Sperling
- Casting : Carmen Cuba
- Direction artistique : Christina Hulen
- Décors : Nina Alexander
- Costumes : Melissa Meister
- Photographie : Christine A. Maier
- Montage : Jane Pia Abramowitz
- Musique : Radio Sloan
- Production : Andrea Sperling, Lisa Thrasher
- Société de production : Power Up Films
- Société de distribution : Optimale
- Budget de production : 1 000 000 $
- Pays de production :  États-Unis
- Langue : Anglais
- Format : Couleurs - 1,85:1 - Dolby Digital - 35 mm
- Genre : Comédie dramatique, romance
- Durée : 87 minutes
- Dates de sortie en salles :
  - France : 12 novembre 2008
  - États-Unis : 28 septembre 2007

## Distribution
- Melonie Diaz : Anna
- Nicole Vicius : Sadie
- Melanie Mayron : Courtney Cadmar
- Deak Evgenikos : Meat
- Jenny Shimizu : Laurel
- Guinevere Turner : Marcy Maloney
- Carly Pope : Shulamith
- Daniela Sea : Calvin
- Mircea Monroe : Justine
- Leslie Grossman : Maude
- Jimmi Simpson : Chris
- Marisa Ramirez : Ellen

## Distinctions
| Date                  | Distinction        | Catégorie                             | Nom                                                                         | Résultat   |
| --------------------- | ------------------ | ------------------------------------- | --------------------------------------------------------------------------- | ---------- |
| 9 au 17 mars 2007     | SXSW Film Festival | Meilleur film                         | Jamie Babbit                                                                | Lauréat    |
| 4 au 14 octobre 2007  | TIGLFF             | Meilleur film lesbien                 | Jamie Babbit                                                                | Lauréat    |
| 14 au 24 juillet 2007 | Philadelphia QFest | Prix du jury du meilleur film         | Jamie Babbit                                                                | Lauréat    |
| 11 au 17 avril 2008   | FilmOut San Diego  | Meilleure caractéristique narrative   | Jamie Babbit, Stacy Codikow, Lisa Thrasher, Andrea Sperling, Power Up Films | Lauréat    |
| 11 au 17 avril 2008   | FilmOut San Diego  | Meilleure bande originale             | Radio Sloan                                                                 | Lauréat    |
| 11 au 17 avril 2008   | FilmOut San Diego  | Réalisation artistique exceptionnelle | Jamie Babbit                                                                | Lauréat    |
| 27 juin 2008          | GLAAD Media Awards | Film exceptionnel - Sortie limitée    | Itty Bitty Titty Committee                                                  | Nomination |

## Autour ou à propos du film
En 2003, Itty Bitty Titty Lesbians, un film pornographique avec un titre très similaire était déjà paru.